# جيريمي لارسن
جيريمي لارسن (بالإنجليزية: Jeremy Larsen) هو فنان قتال مختلط أمريكي، ولد في 18 مايو 1984 في توسان في الولايات المتحدة.

## وصلات خارجية
- جيريمي لارسن على موقع يو إف سي (الإنجليزية)
- جيريمي لارسن على موقع شيردوغ (الإنجليزية)
- جيريمي لارسن على موقع IMDb (الإنجليزية)